# تپه تنگ اسماعیل خان
تپه تنگ اسماعیل خان مربوط به عصر مس و سنگ است و در شهرستان سرپل ذهاب، بخش مرکزی، دهستان قلعه شاهین، ۸۰۰ متری جنوب روستای تنگ اسماعیل خان واقع شده و این اثر در تاریخ ۲۷ اسفند ۱۳۸۷ با شمارهٔ ثبت ۲۶۴۶۵ به‌عنوان یکی از آثار ملی ایران به ثبت رسیده است.